# HD89239
HD89239 — хімічно пекулярна зоря спектрального класу A0, що має видиму зоряну величину в смузі V приблизно  6,5.
Вона  розташована на відстані близько 416,5 світлових років від Сонця.

## Фізичні характеристики
Зоря HD89239 обертається 
досить швидко 
навколо своєї осі. Проєкція її екваторіальної швидкості на промінь зору становить  Vsin(i)=149км/сек.

## Пекулярний хімічний склад
Зоряна атмосфера HD89239 має підвищений вміст 
Si
.